# Cleistes gert-hatschbachiana
Cleistes gert-hatschbachiana là một loài thực vật có hoa trong họ Lan. Loài này được Hoehne mô tả khoa học đầu tiên năm 1952.